# Johnny Rep
John Nicholaas Rep (født 25. november 1951 i Zaandam, Holland) er en tidligere hollandsk fodboldspiller (højre kant) og -træner.
Rep spillede for en række klubber gennem sin 16 år lange karriere, blandt andet Ajax og Feyenoord i hjemlandet, Valencia i Spanien samt franske AS Saint-Étienne. Hos Ajax var han med til at vinde en lang række titler, blandt andet to hollandske mesterskaber og to udgaver af Mesterholdenes Europa Cup. Han blev også fransk mester med Saint-Étienne.
Rep spillede desuden 42 kampe og scorede 12 mål for det hollandske landshold. Han var med til at vinde sølv med hollænderne ved både VM i 1974 i Vesttyskland og VM i 1978 i Argentina. Han scorede fire mål i 1974 og tre i 1970, og de syv scoringer gør ham til den mest scorende hollænder nogensinde i VM-sammenhæng.